# Антополь (Житомирская область)
Анто́поль (укр. Антопіль) — село на Украине, основано в 1899 году, находится в Бердичевском районе Житомирской области.
Код КОАТУУ — 1820380401. Население по переписи 2001 года составляет 490 человек. Население по данным из социального паспорта 2023 года составляло 380 человек.  Почтовый индекс — 13414. Телефонный код — 1436. Занимает площадь 19,298 км².
Упоминается в повести Виктора Курочкина «На войне как на войне» как место боя советских СУ-85 и Т-34 с немецкими «Тиграми».

## Местная власть
г. Андрушёвка, пл. Тараса Шевченко, 7.